# Ла Ресистенция
Ла Ресистенция (исп. La Resistencia, «сопротивление»), также известная как Картелес Унидос (исп. Cárteles Unidos, «объединенные картели») — мексиканская преступная группировка, состоящая из хорошо подготовленных боевиков картеля Синалоа, картеля Гольфо и картеля «тамплиеров». Группировка предназначена для убийств и изгнаний сотрудников картеля Лос-Сетас в штатах Мичоакан и Халиско.

## История
Группировка La Resistencia была создана лидером наркокартеля Синалоа Игнасио Коронелем Вильярреалем в 2010 году вскоре после вторжения Лос-Сетас в Мичоакан. Первоначально La Resistencia состояла из бандитов картелей Синалоа, Миленио и Ла Фамилиа и была предназначена для борьбы против картелей Лос-Сетас и Бельтран Лейва. В то время картель Миленио был союзником Синалоа. Позже Миленио стал союзником Лос-Сетас, а картели Ла Фамилиа и Бельтран Лейва прекратили своё существование. В 2011 году La Resistencia продолжил войну против Лос-Сетас, объединив силы Синалоа, Гольфо и картеля «тамплиеров».
1 марта 2011 мексиканская федеральная полиция арестовала лидера группировки La Resistencia Виктора Мануэля Торреса Гарсию по прозвищу Эль Папиррин. 1 августа 2011 года в Мичоакане мексиканской федеральной полицией был арестован один из командиров La Resistencia Нери Сальгадо Харрисон. Сальгадо также руководил производством метамфетамина в тайных лабораториях группировки.
11 сентября 2012 федеральная полиция арестовала Рамиро Пососа Гонсалеса. Мексиканские федеральные власти считают его главным лидером La Resistencia. Ему было предъявлено обвинение в убийстве 26 человек в Гвадалахаре в ноябре 2011 года.